# دانلپ (تنسی)
دانلپ(به انگلیسی: Dunlap) شهری در ایالت تنسی کشور ایالات متحده آمریکا است که جمعیت آن در سرشماری سال ۲۰۱۰ میلادی، ۴٬۸۱۵ نفر بوده‌است.